# Qualificazioni al campionato mondiale di football americano Under-19 2009
Risultati delle qualificazioni ai Mondiali di football americano Under-19 Stati Uniti 2009.

## Europa
32 membri IFAF:
- 8 partecipanti
- si qualificano 3 squadre.

Vanno alla fase finale le prime tre classificate all'Europeo Under-19 2008:
- Germania
- Svezia
- Francia

## Asia
5 membri IFAF:
- 4 partecipanti
- si qualifica 1 squadra.

Va alla fase finale:
- Giappone (per invito)

## America
16 membri IFAF:
- 5 partecipanti (di queste gli Stati Uniti sono qualificati direttamente quale nazione ospitante)
- si qualificano 3 squadre.

Il Canada è qualificato per invito.
Per il quarto posto disponibile si affrontano inoltre Panama e le Bahamas; la vincente affronta il Messico.
|  | Primo turno | Primo turno | Primo turno |        |   | Finale  | Finale  | Finale |  |
|  |             |             |             |        |   |         |         |        |  |
|  |             |             |             |        |   | Messico | Messico | 26     |  |
|  |             |             |             |        |   | Messico | Messico | 26     |  |
|  |             |             | Panama      | Panama | 0 |         |         |        |  |
|  | Panama      | Panama      | Panama      | Panama | 0 | 52      |         |        |  |
|  | Panama      | Panama      |             |        |   |         |         |        |  |
|  | Bahamas     | Bahamas     | 6           |        |   |         |         |        |  |

| Panama 24 gennaio 2009 | Panama | 52 – 6 | Bahamas |  |

| Città del Messico 14 febbraio 2009 | Messico | 26 – 0 | Panama | Estadio Roberto Tapatio Mendez (5000 spett.) |

Vanno alla fase finale:
- Stati Uniti
- Canada
- Messico

## Oceania
3 membri IFAF:
- 2 partecipanti
- si qualifica 1 squadra.

| Canberra 24 gennaio 2009 | Australia | 7 – 12 | Nuova Zelanda |  |

Va alla fase finale:
- Nuova Zelanda[1]